# Burg Selburg
Die Burg Selburg (lettisch Sēlpils pils, lateinisch Castrum Selonum) ist eine Ruine auf der gegenüber von Stukmaņi (Stockmannshof; Stadt Pļaviņas) gelegenen Insel in der Düna.

## Burgbeschreibung
Die Burg liegt im alten Selonien. Archäologische Ausgrabungen wiesen nach, dass der Hügel der Selburg bereits Ende des 9. Jahrhunderts v. Chr. besiedelt war. Funde aus dem Hügel gelten als älteste menschliche Zeugnisse im Gebiet des heutigen Lettland. Ein intensiveres Leben auf dem Burghügel fand im 10.–12. Jahrhundert statt, als der gesamte Hügel von den Selonen bewohnt war.
Die Burg der Selonen wurde 1208 von den Kreuzrittertruppen des Schwertbrüderordens belagert und schließlich eingenommen. Die Bewohner ergaben sich und wurden getauft. Die unzerstörte Burg wurde Sitz des ersten Bischofs Bernhard zur Lippe. Nach Heinrichs Livländischer Chronik wurde die Steinburg im Jahre 1373 erbaut.
Von 1442 bis 1559 sind 12 Vögte, und von 1451 bis 1518 2 Droste überliefert. Im Jahr 1627 wurde die Burg unter Conszeuski verbrannt und  1704, während des Großen Nordischen Kriegs von Truppen unter Adam Ludwig Lewenhaupt gesprengt.

## Architektur
Die vom Orden errichtete Burg bildete im Wesentlichen ein langgestrecktes Gebäude, dessen zentraler Teil vollständig mit den älteren Befestigungen übereinstimmte. Als Ordensburg vereinte der Bau die Aufgaben einer Festung und eines Klosters und verfügte über eine Kapelle, ein Kapitänsraum für die Brüder des Ordens, ein Remter oder Esszimmer, Schlafsäle für die Brüder, sowie Wirtschaftsräume. Neben den wenigen
Hauptmauern hat sich bis heute am besten der Eingang erhalten, der durch einen langen gewölbten und gebogenen Gang führte, um dem eindringenden Feinde besser Widerstand leisten zu können.